# ニコチンアミドアデニンジヌクレオチドリン酸
ニコチンアミドアデニンジヌクレオチドリン酸（ニコチンアミドアデニンジヌクレオチドリンさん、nicotinamide adenine dinucleotide phosphate）とは、光合成経路あるいは解糖系のエントナー-ドウドロフ経路などで用いられている電子伝達体である。化学式：C21H21N7O17P3、分子量：744.4。ニコチンアミドアデニンジヌクレオチドと構造上よく似ており、脱水素酵素の補酵素として一般的に機能している。略号であるNADP+（あるいはNADP）として一般的にはよく知られている。酸化型 (NADP+) および還元型 (NADPH) の2つの状態を有し、二電子還元を受けるが中間型（一電子還元型）は存在しない。
かつては、トリホスホピリジンヌクレオチド(TPN)、補酵素II、コエンザイムII、コデヒドロゲナーゼIIなどと呼称されていたが、現在はNADP+に統一されている。別名、ニコチン酸アミドジヌクレオチドリン酸など。

## NADP+の構造や諸特性
NADP+の構造は基本的にはNAD+とほとんど同じであり、ニコチンアミドヌクレオチドおよびアデノシンからなるが、アデノシンのヌクレオチドの2'位にはヒドロキシル基ではなくリン酸基が付属している。また還元様式もNAD+の場合と全く同じである。
ヌクレオチドを含むために、波長260nmの紫外線に吸収極大を示し、NADPHのみ340nmの紫外線もよく吸収する。酵素活性測定法はNAD+の場合と全く同じで、基質として扱うNADP+のみが異なる。なお、NADP+依存性脱水素酵素はNAD+には全く活性を示さず、この場合は別のEC番号が与えられている。

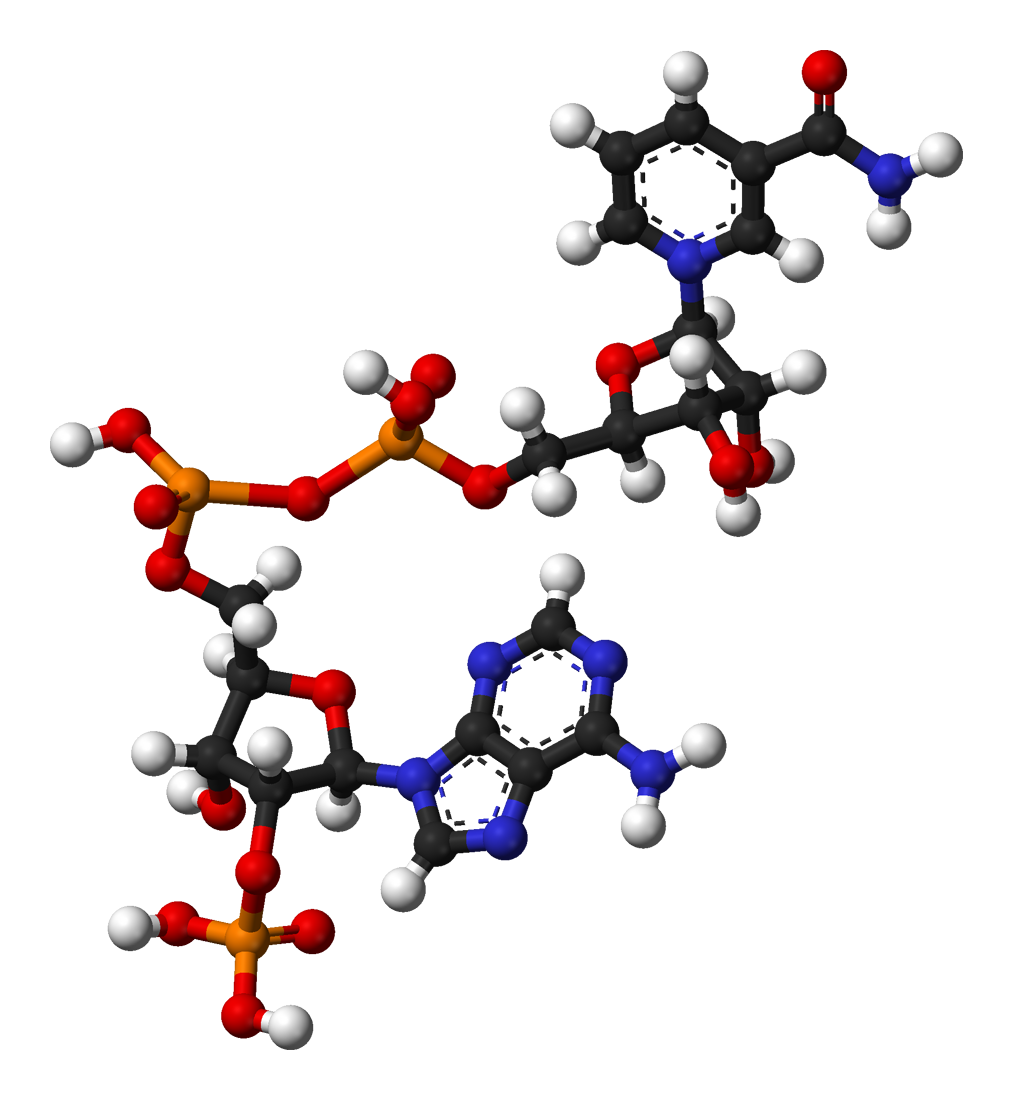
NADP+
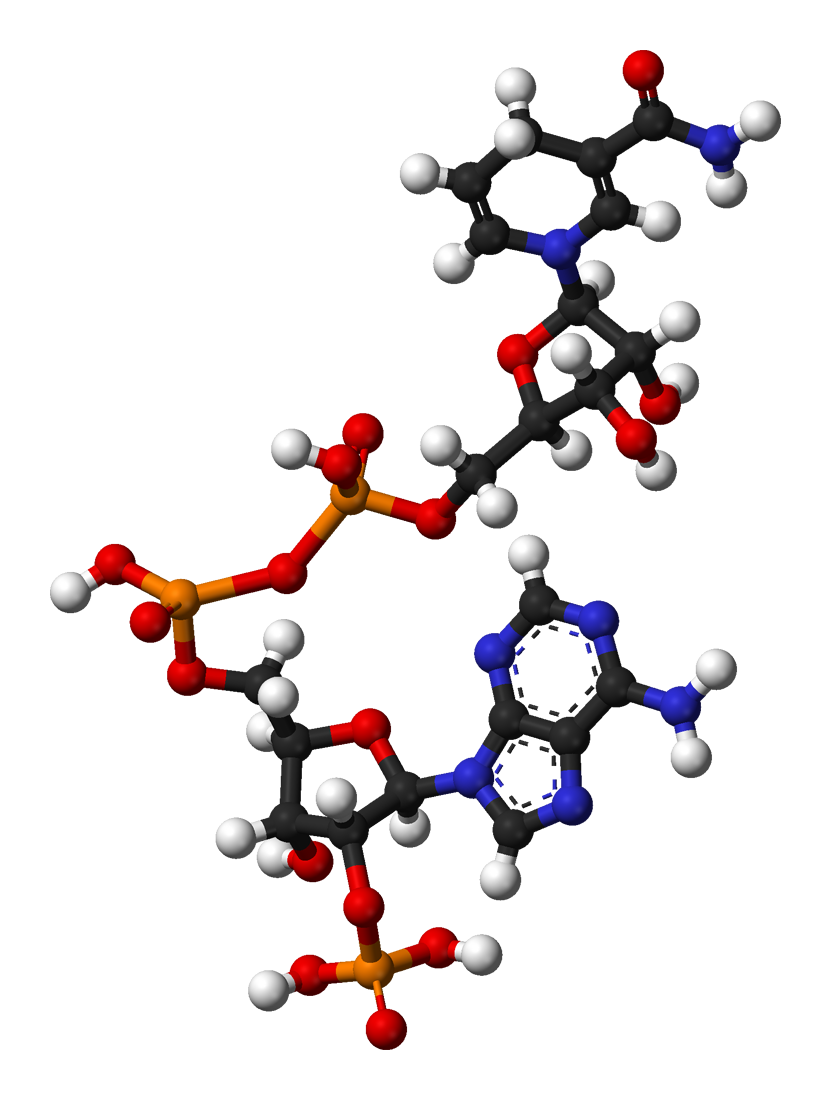
NADPH

## NADP+およびNADPHの生理学的意義
NADP+およびNADPHはNADP+と同様、生体内の電子伝達に寄与しているが、中でも有名なのが光合成の電子伝達物質としての役割である。また、解糖系のエントナー-ドウドロフ経路や脂肪酸やステロイドの生合成系にも機能している。還元物質NADPHを生産する系は以下の通りである。

### 光合成、光化学系複合体I
- {\displaystyle {\ce {Fd^{red}\ + NADP^+ -> Fd_{ox}\ + NADPH}}}

光化学系複合体Iによって生じる還元型フェレドキシンから、フェレドキシン-NADP+レダクターゼ (FNR) によってNADP+への電子伝達が行われ、還元物質NADPHが生じる。この反応は電子非循環的光合成のみで発生し、電子循環的光合成の場合は、フェレドキシンからプラストキノンへ電子伝達が行われる。酸素非発生型すなわち光合成細菌型の光合成ではNADP+は使用されず、NAD+が用いられている。

### エントナー-ドウドロフ経路
- グルコース-6-リン酸 + NADP+ → 6-ホスホグルコン酸 + NADPH

エントナー-ドウドロフ経路とエムデン-マイヤーホフ経路の共通経路においてはNAD+が使用される。また古細菌特有の非リン酸化エムデン-マイヤーホフ経路においては、NADP+が使用されることもあるが、NAD+の場合もあり、どちらともいえない。ただし、以下の反応にはNADP+が使用される。
- グリセルアルデヒド + NADP+ → グリセリン酸 + NADPH

またメタン菌の酸化型不完全クエン酸回路においてもNADP+が使用される。
- イソクエン酸 + NADP+ → 2-オキソグルタル酸 + NADPH + CO2

NADPHの酸化経路には、光合成の暗反応すなわちカルビン-ベンソン回路がある。
- 1,3-ビスホスホグリセリン酸 + NADPH → グリセルアルデヒド3リン酸 + NADP+ + Pi

以上の反応はグリセルアルデヒド3リン酸脱水素酵素によって触媒される。他にも脂肪酸生合成系で酸化を受ける。
- アセトアセチルACP + NADPH → βヒドロキシブチリルACP + NADP+
- クロトニルACP + NADPH → ブチリルACP + NADP+

そのほか、C4型光合成やCAM型光合成でも別の経路で使用されている。おもに植物で使用されていると考えられており、動物における生理学的役割はNAD+とは異なっていると考えられている。

### グルタチオンによる酸化還元
詳細はグルタチオンを参照。
- 酸化型グルタチオン(GSSG) + 還元型(NADPH) → 還元型グルタチオン(GSG) + 酸化型(NADP+)

## NADP+の合成
NADP+の基本骨格はNAD+と同じであるために、NAD+の項を参照。そしてNAD+のヌクレオチドの2'へのリン酸基の付加は以下の反応にて行なわれる。
- NAD+ + ATP → NADP+ + ADP

## NADPHの合成
- ペントースリン酸回路
- リンゴ酸デヒドロゲナーゼ (オキサロ酢酸脱炭酸) (NADP+)による反応
- NADP+依存型イソクエン酸デヒドロゲナーゼによる反応